# Atractodes punctulatus
Atractodes punctulatus är en stekelart som först beskrevs av Forster 1876.  Atractodes punctulatus ingår i släktet Atractodes och familjen brokparasitsteklar. Inga underarter finns listade.